# Leo Pari
Leonardo Pari, conosciuto come Leo Pari (Roma, 23 aprile 1978), è un cantautore, musicista e produttore discografico italiano.

## Biografia
Dopo i primi due album, rispettivamente LP e Lettera al futuro, nel 2012 esce Rèsina, un disco prodotto artisticamente dallo stesso Leo Pari in collaborazione con Marco Fabi, dove hanno suonato: Leo Pari (voce, chitarre, piano, sintetizzatori), Roberto Angelini (chitarre slide), Pier Cortese (IPad), Andrea Pesce (pianoforte), Samuele Matteucci (piano, sinth, chitarre), Emanuele Guidoboni (basso), Pietro Sinatra (batteria), Jeff Mancini (chitarre). Rèsina è il primo capitolo di una trilogia che vedrà come suo secondo capitolo Sirèna, disco registrato presso i Gas Vintage Studios di Roma, vede la collaborazione di Daniele Rossi aka Mr.Coffee (già collaboratore di Niccolò Fabi e Tiromancino). Sirèna è stato mixato da Tommaso Colliva (Afterhours, The Muse, Calibro 35, Dente). La trilogia viene conclusa con l'album Spazio, un disco composto da dieci brani.
Il 25 dicembre 2017 pubblica il singolo DYO. Anticipato dai singoli Dirty ti amo, Giovani Playboy e Venerdì, il 18 maggio 2018 esce l'album Hotel Califano. L'artista, nel corso degli anni, si è esibito nei club del circuito indie italiano ed in varie manifestazioni, tra cui molti festival nazionali ed internazionali.
In parallelo Leo Pari porta avanti la sua carriera di autore e musicista collaborando con vari artisti: Thegiornalisti (in tour con la band dal 2016), Simone Cristicchi (con il quale firma i testi di Vorrei cantare come Biagio e La prima volta che sono morto in gara a Sanremo 2013), Roberto Angelini, Tommaso Paradiso, Roy Paci,Tommaso Colliva, Niccolò Fabi e Gazzelle. Di quest’ultimo, segue la supervisione artistica di Superbattito, la sua opera prima.
Dal 2013 Leo Pari è membro del Collettivo Dal Pane insieme a Roy Paci, Roberto Angelini, Pino Marino, Francesco Forni ed altri.
Il suo brano "Giorni no" è stato inserito da Recensiamo Musica tra le 100 canzoni indie più belle del 2023.

## Attività di produzione
Oltre all'attività di musicista Leo Pari gestisce insieme ad altri amici e collaboratori uno studio di registrazione ed un'etichetta discografica dal nome Gas Vintage Records, da lui stesso fondata nel 2010.
Per questa etichetta Pari produce, oltre ai suoi stessi album: Discoverland (il progetto di rivisitazioni musicali di Pier Cortese e Roberto Angelini), The Elephant, e due compilation di musicisti della scena indipendente italiana (rispettivamente Gas Vintage Super session Vol.1 e Vol.2).

## Collaborazione con Beppe Grillo
Prima dell'uscita dell'album LP (2006), Leo Pari inviò una delle sue tracce a Beppe Grillo sul suo blog. La canzone, intitolata Ho un Grillo per la Testa e scritta con la collaborazione di Pier Cortese, parla della lotta del comico genovese contro le ingiustizie della classe politica italiana. Lo staff di Beppe Grillo, ricevuta la canzone, l'apprezzò moltissimo, e decise di utilizzarla come sigla finale delle rimanenti serate dello spettacolo 2006, Incantesimi. Il suo MP3 è stato scaricato dal sito del comico da migliaia di persone e i video messi su YouTube iniziano proprio con questo.
La collaborazione è proseguita in occasione della manifestazione in programma per l'8 settembre 2007, chiamata V-Day, per la quale è stata scritta la canzone V-Day, Ci sei o non ci sei, diventata immediatamente inno della manifestazione, e per il quale è stato addirittura creato un video on-line. Anche di questa canzone- l'MP3 è disponibile sul blog di Beppe Grillo. In concomitanza con il secondo V-Day del 25 aprile 2008, Leo Pari, insieme a Piotta e Radici Nel Cemento, incide un aggiornamento del precedente inno: V-Day 2.0.
Il 26 settembre 2010 Leo Pari partecipa al festival musicale Woodstock 5 Stelle organizzato a Cesena dal blog di Beppe Grillo e trasmesso dal canale televisivo nazionale Play.me, che proprio con questa diretta aprì la neonata emittente.

## Discografia

### Album in studio
- 2006 - LP (Lifegate)
- 2009 - Lettera al Futuro (Gas Vintage Records)
- 2010 - San La Muerte (Gas Vintage Records/La Grande Onda/Self)
- 2012 - Rèsina (Gas Vintage Records/Audioglobe/A Buzz Supreme)
- 2013 - Sirèna (Gas Vintage Records)
- 2016 - Spazio (Gas Vintage Records)
- 2018 - Hotel Califano (Foolica)
- 2021 - Stelle Forever (Sugar)
- 2023 - Amundsen (Neverending Mina/Ada Italy)